# وليم بلاك (روائي)
وليم بلاك (بالإنجليزية: William Black)‏ (13 نوفمبر 1841، غلاسكو في المملكة المتحدة - 10 ديسمبر 1898، برايتون في المملكة المتحدة)؛ صحفي، كاتب وروائي بريطاني.

## روابط خارجية
- ويليام بلاك على موقع ميوزك برينز (الإنجليزية)